# Tore Breda Thoresen
Tore Breda Thoresen (29 de gener de 1923 – 1 d'agost de 2008) va ser un fotògraf, director de cinema i director de teatre noruec.
Thoresen va néixer a Drammen fill de l'enginyer Georg Thoresen i Edel Sofie Johnsen. El 1952 es va casar amb Ursula Jacobine Frost. Entre les seves primeres pel·lícules hi ha Trost i taklampa de 1955 i Elias rekefisker de 1958, com a fotògraf. Va ser nomenat director artístic del Fjernsynsteatret de 1967 a 1980.